# Malbuisson
Malbuisson é uma comuna francesa na região administrativa de Borgonha-Franco-Condado, no departamento de Doubs. Estende-se por uma área de 6,6 km². Em 2010 a comuna tinha 874 habitantes (densidade: 132,4 hab./km²).

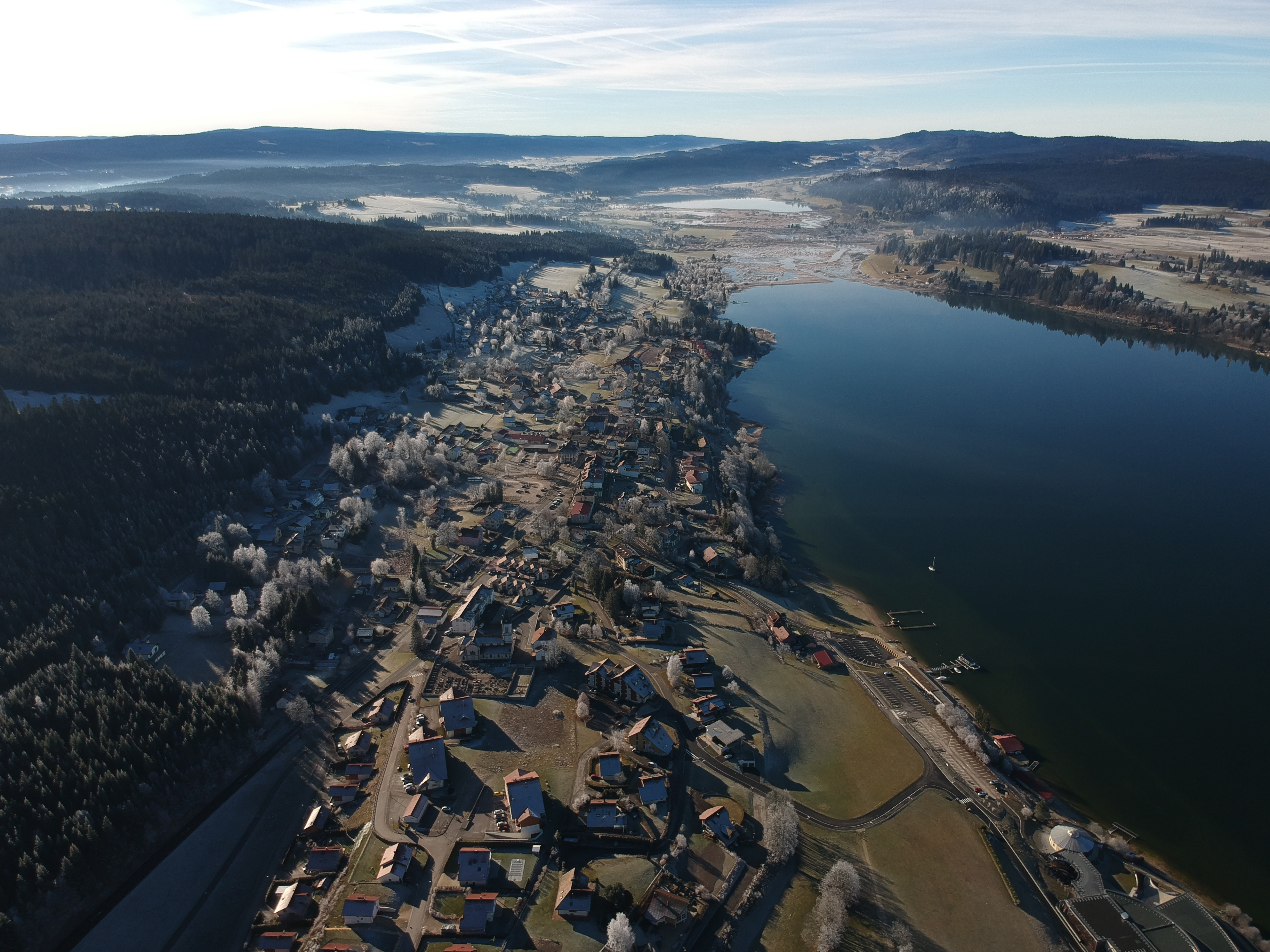
Vista aérea de Malbuisson no início do Inverno.